# Aloys Friedrich Wilhelm von Hillesheim

Titelblatt einer Schrift über Salzbergwerke von Aloys Friedrich Wilhelm von Hillesheim (1798)

Aloys Friedrich Wilhelm von Hillesheim (* 12. Juni 1756 in Waldbröl; † 24. September 1818 in München) war ein deutscher Publizist der Aufklärung, Ökonom und Illuminat.

## Leben

### Herkunft und Aufstieg im Fürstendienst
Aloys Friedrich Wilhelm von Hillesheim stammte aus der bürgerlichen Beamtenfamilie Hillesheim im Oberbergischen. Sein Vater Johann Christian, ab 1756 verheiratet mit Franziska Xaveria Ursula von Pfisterer, hatte sich in der kurpfalzbayerischen Armee zum Hauptmann hochgedient. Zu dessen Vettern gehörten unter anderem der Kölner Domkapitular und Professor Franz Karl Josef von Hillesheim (1731–1803) sowie der Kölner Ratsherr Johann Wilhelm von Hillesheim.
Spätestens seit 1781 führte er den Familiennamen von Hillesheim, der auch von der bayerischen Regierung verwendet wurde. Wahrscheinlich hatte er sich – wie seine Verwandten in Köln – auf eine angebliche Abstammung aus der Familie von Merscheid genannt von Hillesheim berufen.
Nach seinem Studium an der Universität Ingolstadt trat er als Hofkammerrat in den Dienst des Kurfürsten Karl Theodor von Pfalz-Sulzbach, der seit 1777 in Personalunion die Herzogtümer Bayern, Pfalz-Neuburg und Pfalz-Sulzbach, die Kurpfalz sowie die niederrheinischen Herzogtümer Jülich und Berg regierte.
Seine Residenz verlegte der Kurfürst 1778 von Mannheim nach München. 1780 wurde Hillesheim zudem Mitglied des kurpfalzbayerischen Bücherzensur-Kollegiums, wenig später auch kurfürstlicher Fiskalrat und Landkulturscommissar.

### Tätigkeit als Herausgeber
In München wohnhaft publizierte Hillesheim von August 1779 bis Juni 1786 die Monatszeitschrift Baierisch-Ökonomischer Hausvater mit Beiträgen zum Nutzen und Vergnügen, die dem land- und Stadtwirtschaftlichen Gebrauch sowie der Polizey, Finanz- und Kammer dienen sollten. Inhaltlich umfasste die Zeitschrift neben praktischen Hinweisen für die Landwirtschaft und ökonomischen Nachrichten vor allem kameralwissenschaftliche Abhandlungen und wandte sich so vornehmlich an einen gelehrten Leserkreis. 1781 gelang es Hillesheim durch die Fürsprache des pfalz-neuburgischen Kanzlers Johann Caspar von Cunzmann, ein Empfehlungsschreiben des Kurfürsten an alle unteren Landesbehörden zu veranlassen.
Auch wenn die Jahrgänge ab 1780 den Untertitel Gesammelte und Vermehrte Schriften der kurfürstlichen Gesellschaft sittlich- und landwirtschaftlicher Wissenschaften zu Burghausen trugen und auch fast alle 1769–1779 erschienenen Abhandlungen der Burghauser Akademie wieder abgedruckt wurden, so waren sie doch kein offizielles Organ dieser als Konkurrenz zur Münchner Akademie gegründeten aufklärerisch tätigen Gesellschaft, zu deren „verordnetem Aktuarius“ Hillesheim 1779 ernannt wurde.

### Illuminat
Wann Hillesheim Illuminat mit dem Ordensnamen Philepus wurde, ist unbekannt, sicher aber vor 1780, als er in das völlig von Illuminaten dominierte kurfürstliche Bücherzensur-Kollegium eintrat.
Offenbar geriet er aber schon vorher als Hofkammerrat unter den Einfluss seiner Kollegen Constantin Costanzo, Franz Xaver von Zwack und Anton von Massenhausen, die zu den „Spitzenfunktionären“ des der Aufklärung verpflichteten Ordens zählten. Für die Illuminaten war vor allem Hillesheims Tätigkeit als Publizist von Interesse, da man die Bedeutung der Presse für die Verbreitung der aufklärerischen Gedanken klar erkannt hatte. So erschien 1781 durch drei Professoren der Münchner Herzoglichen Marianischen Landes-Akademie, darunter die Illuminaten Ferdinand Maria von Baader und Georg Grünberg, der Pfalzbaierisch literarische Almanach, der sich mit praktischen Hinweisen vornehmlich an Bauern, Handwerker und Gewerbetreibende richtete. Doch hatte diese Zeitschrift, anders als diejenige Hillesheims, trotz eines anfänglichen Erfolgs nach zwei Jahren ebenso wenig Bestand wie die auch mit ökonomischen Beiträgen versehenen Baierischen Beyträge zur schönen und nützlichen Literatur.

### Anklage wegen Blasphemie
Hillesheims Zugehörigkeit zum Illuminatenorden war aber nicht der Grund für seine Inhaftierung 1785. Denn schon 1781 war er von seinem Kollegen Weizenbeck während einer Sitzung der Hofkammer öffentlich der Blasphemie bezichtigt worden. Dank des Einflusses seines Förderers im Umfeld des Kurfürsten, des Geheimen Staatsrates und Finanzdirektors Josef Sebastian Freiherr von Castell, ging er zwar zunächst unbeschadet aus dieser Affäre hervor, doch gelang es Weizenbeck in den folgenden Jahren, Hillesheim derart in Verruf zu bringen, dass diesem im Mai 1785 die Funktion des Landkulturkommissars mit einer jährlichen Besoldung von 600 Gulden und die Geschäfte der Polizei entzogen wurden.
Am 24. September 1785 wurde Hillesheim in seiner Münchner Wohnung verhaftet und in das Gefängnis im „Neuen Turm“ gebracht. Zwei Wochen später legte ihm eine Kommission unter Leitung des Jesuitenpaters Ignaz Frank die Anklageschrift vor, in der Hillesheim mehrerer Gotteslästerungen bezichtigt wurde, darunter kritischer Äußerungen über den Tod des heiligen Franz Xaver, zur heiligen Ursula von Köln und deren 11.000 Jungfrauen, zum „Kripplein“, über das Essen vor der Kommunion, über ein Marienbild in Schleißheim und über die Zurschaustellung des Ziboriums. Außerdem wurde er gefragt, ob er in „Sachsens Kaffeehaus“ gewesen sei. Nach seiner Erklärung, sich an all diese Dingen nicht mehr erinnern zu können, wurde Hillesheim am 9. November 1785 nach einem Kabinettsbeschluss durch den Kurfürsten seiner Ämter enthoben und als „ein so gottloser und ehrenvergessener Mensch“ dazu verurteilt, auf unbestimmte Zeit inhaftiert zu bleiben. Während seiner Haft solle er nur religiöse Literatur lesen dürfen, um den nötigen Glaubensunterricht, „welcher ihm gänzlich zu mangeln scheint“, zu erhalten. Das Angebot, gegen ein Schuldzugeständnis freigelassen und aus allen Ländern des Kurfürsten bei Todesstrafe verbannt zu werden (Urfehde), lehnte Hillesheim ab; stattdessen verlangte er die Eröffnung eines ordentlichen Gerichtsverfahren durch den Hofrat, der sich dazu aber angesichts des Kabinettsbeschlusses nicht in der Lage sah.

### Festungshaft 1785 bis 1796
Trotz einer im Oktober 1787 eingereichten Bittschrift seines Vaters und der Fürsprache eines für seine Haft verantwortlichen Festungskommandanten verbrachte Aloys Hillesheim bis zu seiner Flucht fast elf Jahre im Gefängnis. Da kein anderer Illuminat nach dem Verbot des Ordens und der Verfolgung seiner Mitglieder ab 1785 mit einer Gefängnisstrafe belegt wurde, muss Hillesheims Festungshaft tatsächlich andere Gründe als die bloße Zugehörigkeit zum Orden gehabt haben. Vielmehr sollte hier frühzeitig ein Exempel statuiert werden, mit dem konservative Kirchenkreise ihre Entschlossenheit im Kampf gegen die Aufklärung zum Ausdruck bringen wollten.
Nach einer Inhaftierung auf Burg Grünwald (Dezember 1785 bis Juni 1786), im Münchner „Neuen Turm“ und in der oberpfälzischen Festung Rotenburg (April bis Juli 1789) wurde Hillesheim auf die Veste Otzberg im Odenwald gebracht. Nachdem im April 1795 nach dem Tod des Jesuitenpaters Frank eine erneute Bittschrift Hillesheims um Freilassung abgelehnt worden war, gelang ihm am 17. März 1796 die Flucht aus Otzberg. Im Mai 1797 erreichte er Wetzlar, wo er vor dem dortigen Reichskammergericht Klage gegen Kurfürst Karl Theodor erhob.

### Fortsetzung der publizistischen Tätigkeit
Wie Hillesheims Publikationen der Jahre 1795 bis 1799 zeigen, war er während seiner langjährigen Haft weiterhin schriftstellerisch tätig. Dass er schon 1795, also noch von der Veste Otzberg aus, anonym eine allgemeine Beschreibung Kurpfalz-Bayerns publizieren konnte, lag offenbar an deren Bestimmung zur Unterstützung des von den Franzosen 1794 als Strafaktion niedergebrannten Städtchens Kusel in der Pfalz, ein Ereignis, das damals allgemein großes Aufsehen hervorrief.
Seine Abhandlungen über die Veredelung von Seidenkaninchen (1797), den Salzbergbau in Oberbayern (1798) und die bessere Nutzung von Fruchtbäumen werden ebenfalls in Otzberg entstanden oder doch zumindest konzipiert worden sein und unterstreichen Hillesheims ungebrochenes Interesse an der Verbesserung der Wirtschaft.
1801 erschienen in zwei juristischen Zeitschriften Mitteldeutschlands ausführliche Darstellungen der Affäre Hillesheim, der als Opfer der Inquisition und als aufrechter Mann dargestellt wird, dem das im Reich allgemein anerkannte Recht auf ein ordentliches Gerichtsverfahren versagt worden sei. Wenig später erfolgte Hillesheims Rehabilitierung in Bayern und seine Rückkehr nach München, wo er 1802 bis 1805 eine Wochenschrift mit praktischen Hinweisen zur Gesundheitspflege herausgab. 1815 wurde er schließlich in die Adelsklasse der königlich bayerischen Adelsmatrikel eingetragen, sein bis dahin tatsächlich nur angemaßter Adelstitel nun auch offiziell als solcher anerkannt.

## Schriften
- (Hrsg.) Baierisch oekonomischer Hausvater, Bd. 1–8. München 1779–1786. Online-Ausgaben: Bd.1 Bd.2 Bd.3 Bd.4 Bd.5 Bd.6 Bd.7 Bd.8
- Pfalz-baierischer landwirtschaftlicher Kalender auf das Jahr 1780, nebst einem kurzen Entwurf der Grundsätze des Ackerbaues zum gemeinschaftlichen Gebrauch, besonders des Landmannes. München 1780.[23]
- Pfalz-Baierische Erdbeschreibung. [Mannheim] 1795, 128 Seiten. Online-Ausgabe
- Die verädelte Seidenkanincherey in Deutschland: Nach allen Theilen betrachtet und gesammelt zum Besten aller derer, die sich wirklich mit solcher abgeben oder noch abzugeben gedenken. Gießen 1797. 40 Seiten. Online-Ausgabe
- Beiträge zur Salzkunde: Oder ausführliche Nachricht von den Salzwerken zu Reichenhall und Traunstein. Mannheim 1798. 77 Seiten. Online-Ausgabe
- Wie kann die Fruchtbaumzucht in unserm Vaterlande auf die leichteste und gemeinnützigste Art empor gebracht werden? Eine Preis-Frage von der Kurfürstl. Akademie sittlich- und landwirthschaftlicher Wissenschaften zu Burghausen i. J. 1792 aufgeworfen. Frankfurt a. M. und Leipzig 1799. 28 Seiten. Online-Ausgabe
- Geheime Briefe über die Geschichte unserer Tage aus den Papieren eines deutschen ohnlängst verstorbenen Mannes ; nebst einer summarischen Uebersicht aller vom deutschen Reiche an Frankreich abgetretenen Länder. Altona (d. i. Frankfurt a. M.) 1799. 51 Seiten. Online-Ausgabe (Seite nicht mehr abrufbar, festgestellt im Dezember 2017. Suche in Webarchiven)
- (Hrsg.) Gesundheitswochenschrift zur Belehrung Aller Stände, Bd. 1 und 2. München 1802 und 1805. Online-Ausgabe Bd.1 Bd.2